# San Carlos (Pangasinan)
San Carlos é um cidade de  terceira classe de renda da cidade (d) na província Pangasinan, nas Filipinas. De acordo com o censo de 1 de maio  de  2020 possui uma população de 205 424 pessoas e 47 785 domicílios.